# Molnár Viktor (lelkész)
Kaposi idősb Molnár Viktor (Krizba (Brassó megye), 1826. július 2. – Hosszúfalu, 1882. február 1.) ágostai evangélikus lelkész, Molnár Viktor művelődéspolitikus apja.

## Élete
Molnár Sándor, ágostai evangelikus lelkész és Gödri Anna fia. Középiskolai tanulmányait a brassói ágostai evangélikus gimnáziumban végezte, azután 1846-ban Lipcsébe ment, ahol két évig teológiát hallgatott; széleskörű ismereteivel a tanárok figyelmét annyira magára vonta, hogy ezeknek ajánlatára Lipcsében középiskolai tanársággal kinálták meg; ő azonban hazaszeretetére hallgatva, minden más tekintetet figyelmen kívül hagyva, hazajött és Brassóban települt meg, ahol a szász ágostai evangélikus egyházközség kebelében a magyar tanítói és énekvezéri állást töltötte be. 1853-ban a zajzoni evangélikus egyház megválasztotta lelkészévé; 1858-ban Brassóba ment szintén lelkésznek. Ezen időben tette a szász iskolai hatóság gimnáziumában a magyar nyelv tanítását kötelezővé és annak tanításával őt bízták meg. 1860-ban a brassói csángó népnek lelkipásztora lett Hosszúfaluban. A két évtizedet meghaladó működésének ideje alatt az elhanyagolt bárcasági csángókkal valóságos csodát művelt: vallási, politikai, tanügyi, társadalmi és gazdasági téren lázas tevékenységű akciót fejtett ki, hogy népét a tisztult hitéletnek, a rendíthetlen hazaszeretetnek, a szellemi felvilágosultságnak és anyagi jólétnek terére vezesse. A bárcasági magyar envangélikus esperesség, a bárcasági magyar evangélikus iskola-egyesület, a brassó-vidéki népnevelési egylet, a műfaragászattal is kiegészített felső népiskola, a brassó-megyei hivatalos tanító-egyesüIet, a bárcasági kölcsönmagtárak alapítása, a konyhakertészet meghonosítása, a felnőttek oktatását célzó legény- és leányegyesületek létesítése, iskolai és népkönyvtáraknak megteremtése, magyar iskoláknak felállítása és még számos kulturális és társadalmi közhasznú intézménnyel sikerült neki életerőssé, sőt küzdelemképessé tenni a veszendőnek indult bárcasági magyarokat.

## Munkája
- Dr. Luther Márton kis kátéja. Michaelis Jánosnak evang. népiskolák és konfirmálandók számára készült vezérfonalával a keresztény vallásban. Brassó. 1852. (Névtelenül. 2. kiadás 1861. 3. k. 1879. Brassó.)

### Kéziratban
Prédikációk 24 évfolyamban, egy-egy évfolyam annyi prédikációt foglal magában, amennyi vasárnap és ünnepnap volt azon évben; mert ő maga prédikált mindig és káplánt nem tartott. Néhány verse is maradt utána. (Mindezen kéziratok fia birtokában voltak.).